# Кеми
Кеми (на фински: Kemi; на северносаамски: Giepma, Гиепма) е град и община във Финландия. Основан е през 1869 г. с кралски указ поради близостта му до дълбоко пристанище - най-северното в страната днес. Намира се в провинция Лапландия. Има население от 22 601 жители по данни от преброяването към 31 март 2010 г. Икономиката е представена главно с 2 големи целулозно-хартиени завода при единствената в Европа мина за хром. Градът е седалище на политехнически университет. Претендира за славата на най-големия в света снежен дворец, издиган отново всяка година от нов архитект във вътрешното пристанище на Кеми.

## Побратимени градове
- Волгоград, Русия (1959)
- Нютаунардс, Северна Ирландия